# Дом Домонтовичей

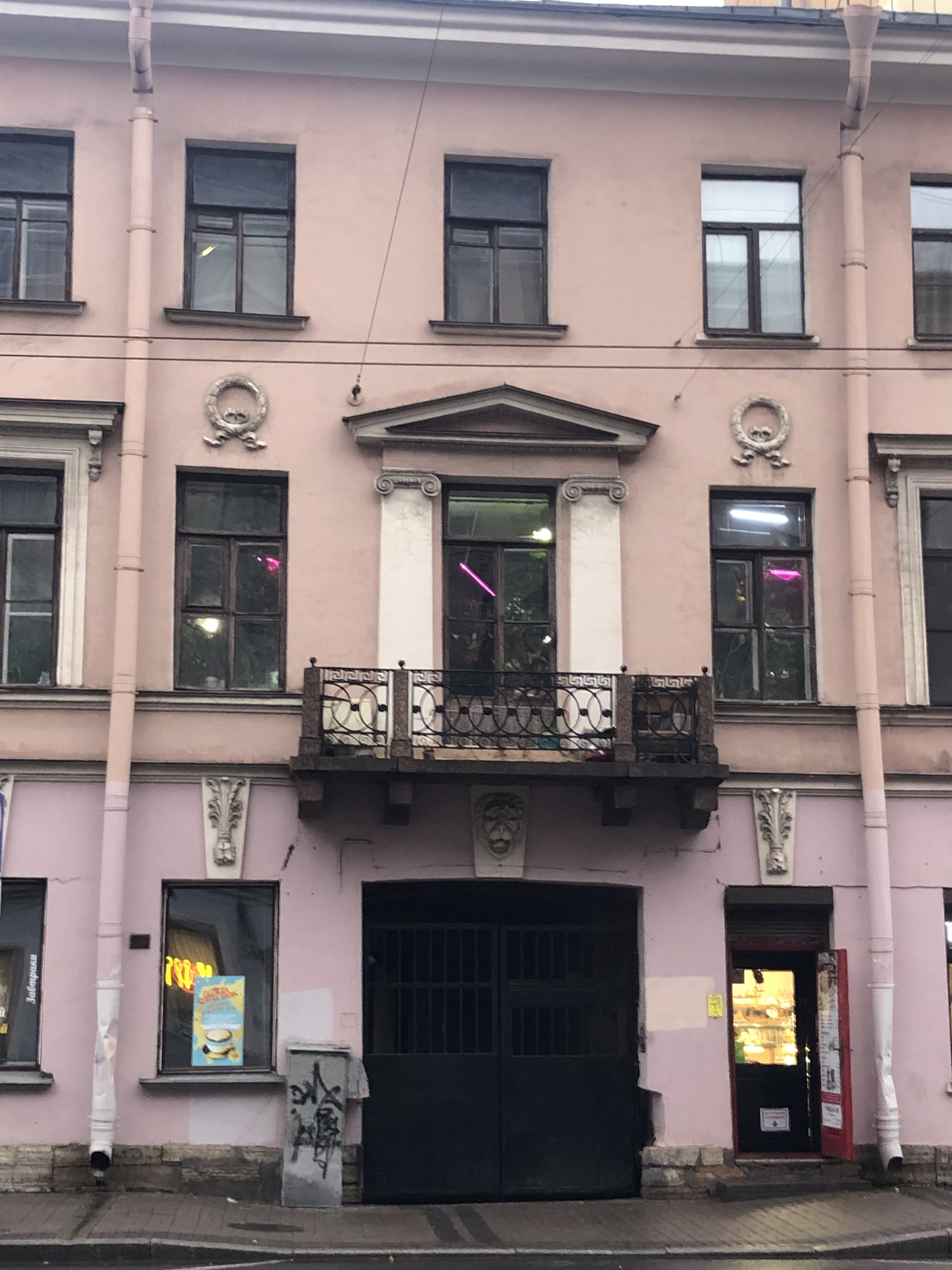
Лепные венки, пальметты и лев

Дом Домонтовичей — памятник архитектуры. Расположен в Санкт-Петербурге, современный адрес дома — Гороховая улица, 66.
Первой известной владелицей участка была Прасковья Тимофеевна Мохова. Её муж Василий Алексеевич был купцом, получил через службу дворянство и стал губернским секретарём. Моховы построили трёхэтажный дом с каменным и деревянным флигелями, заложили его в 1784 году, а потом продали вдове комиссара Екатерине Чулковой. В 1797 году им владела полковница Екатерина Абрамовна Воронкова. Затем владельцами участка были полковник Васильев и купец Клинин. В 1825 году на участке было расположено два трёхэтажных дома и два дворовых флигеля. Последомом почти 60 лет владела семья Домонтовичей.
Основной корпус построенного в 1820-е годы квартирного дома трёхэтажный, дворовые флигели ограничивают узкий двор. В центре главного фасада балкон, его дверь оформлена в виде портала из двух ионических пилястр с небольшим фронтоном. Балкон на гранитных кронштейнах, в замках окон первого этажа расположены пальметты, над окнами второго этажа — орнаментальные венки, в замке ворот — львиная маска. В доме сохранились кафельные печи со скульптурной декорацией. Венки и львиная маска в начале XIX века часто использовались как символ торжества и могущества, отражением в гражданской архитектуре победы 1812 года. Балконная дверь оформлена как портал, две пилястры, завершающиеся фронтоном.
В 1825 году двухэтажный дворовый флигель был надстроен на один этаж. В 1857 году были сделаны мелкие переделки на фасаде со стороны двора. В 1896 годы планировалось перестроить здание, но попытка не была осуществлена.
Иван Георгиевич Домонтович был женат на Елизавете Варламовне, урождённой Шириной. В семье было девять сыновей: Николай, Александр, Павел, Владимир, Варлаам, Георгий, Иван, Михаил, Константин. Елизавета Варламовна умерла в 1873 году, ей наследовали все четыре сына; после смерти Константина наследниками были Михаил и Александра, но владелицей дома стала их мать Адель (Аглаида) Константиновна, урождённая Мравинская, во втором браке за Николаем Михайловичем Каменевым (умер в 1920е). До 1917 года домом владела А. К. Каменева (умерла в блокаду), сама жившая в большой квартире на втором этаже; после революции из квартиры сделали пять, бывшим хозяевам оставили комнату 36 квадратных метров с окнами на Гороховую (возможно, им помогла не быть арестованными за происхождение А. Коллонтай, урождённая Домонтович, племянница К. И. Домонтовича).
В 1840-х годах в доме жил Нестор Васильевич Кукольник. 4 мая 1887 года в здании родился и жил первые 7 лет И. В. Лотарёв, его мать Наталья Степановна была женой владельца дома Георгия Ивановича и, выйдя замуж за Василия Петровича Лотарёва, поддерживала отношения с семьёй первого мужа, живя в их доме. В 1891—1892 годах в доме жил А. И. Путилов, 1911—1914 годах — С. С. Гирголав.